# Apochrysinae
De Apochrysinae vormen een onderfamilie van de gaasvliegen (Chrysopidae). De leden van de onderfamilie kenmerken zich onder andere door wat grotere rondere vleugels dan andere gaasvliegen. De onderfamilie omvat zes geslachten, die verspreid over de wereld, maar niet in het Palearctisch gebied, voorkomen.

## Geslachten
De Apochrysinae omvatten de volgende geslachten:
- Apochrysa
- Domenechus
- Joguina
- Loyola
- Nobilinus
- Nothancyla